# Billotte
Billotte je priimek več oseb:
- Gaston-Henri-Gustave Billotte, francoski general
- Pierre-Armand-Gaston Billotte, francoski general